# Allisson Lozz
Allisson Marian Lozano Nuñez (Chihuahua, 11. kolovoza 1992.) meksička je glumica i pjevačica. Najpoznatija je ulogama u telenovelama "Al diablo con los guapos" i "U ime ljubavi".

## Životopis

### Privatni život
Allisson ima tri brata: Chealseja, Eithana i Azula. U dobi od dvanaest godina, nju i njenu obitelj napustio je otac. Da bi prehranila obitelj, Allisson je napustila školu i stala pred kamere. Uloge je dobivala jednu za drugom, pa se njena žrtva isplatila. Osim glume, bavi se pjevanjem i plesanjem. Neke od njenih pjesama su i No me supiste querer i Algo mas.

## Filmografija

### Telenovele u kojima je nastupala
- "U ime ljubavi" kao Paloma Espinoza de los Monteros (2008. – 2009.)
- "Glupače ne idu na nebo" kao Milagros Belmonte (2008.)
- "Al diablo con los guapos" kao Milagros Belmonte (2007. – 2008.)
- "Anin dvostruki život" kao Paulina Gardel (2006. – 2007.)
- "Rebelde" kao Bianca Delight (2004. – 2005.)
- "Alegrijes y Rebujos" kao Allison Rebolledo (2004.)
- "Misión S.O.S. aventura y amor" kao Diana Lozano (2003. – 2004.)

### TV serije i emisije u kojima je nastupala
- "La rosa de Guadalupe" kao Kika (2008.)
- "RBD: La familia" kao Barbara (2007.)
- "Objetos perdidos" kao razni likovi (2007.)
- "Vecinos" kao Brenda (2006.)
- "La energia de Sonric'slandia" kao Leta (2005.)
- "Código F.A.M.A." kao Allisson Lozz (2001.)

## Vanjske poveznice
- Allisson Lozz u internetskoj bazi filmova IMDb-u (engl.)